# Минск М103

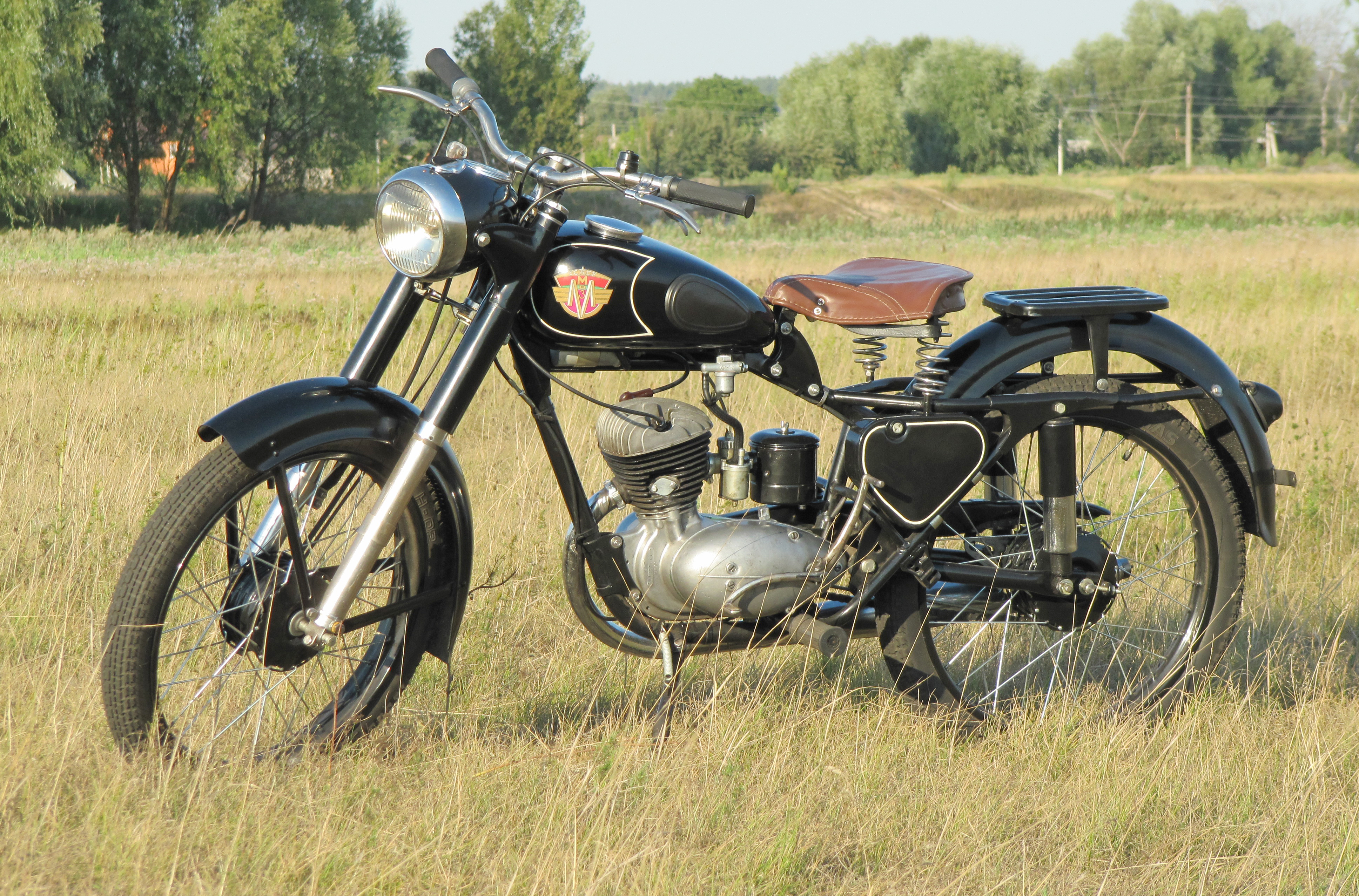
Мотоцикл "Минск" М-103 выпуска 1964 года

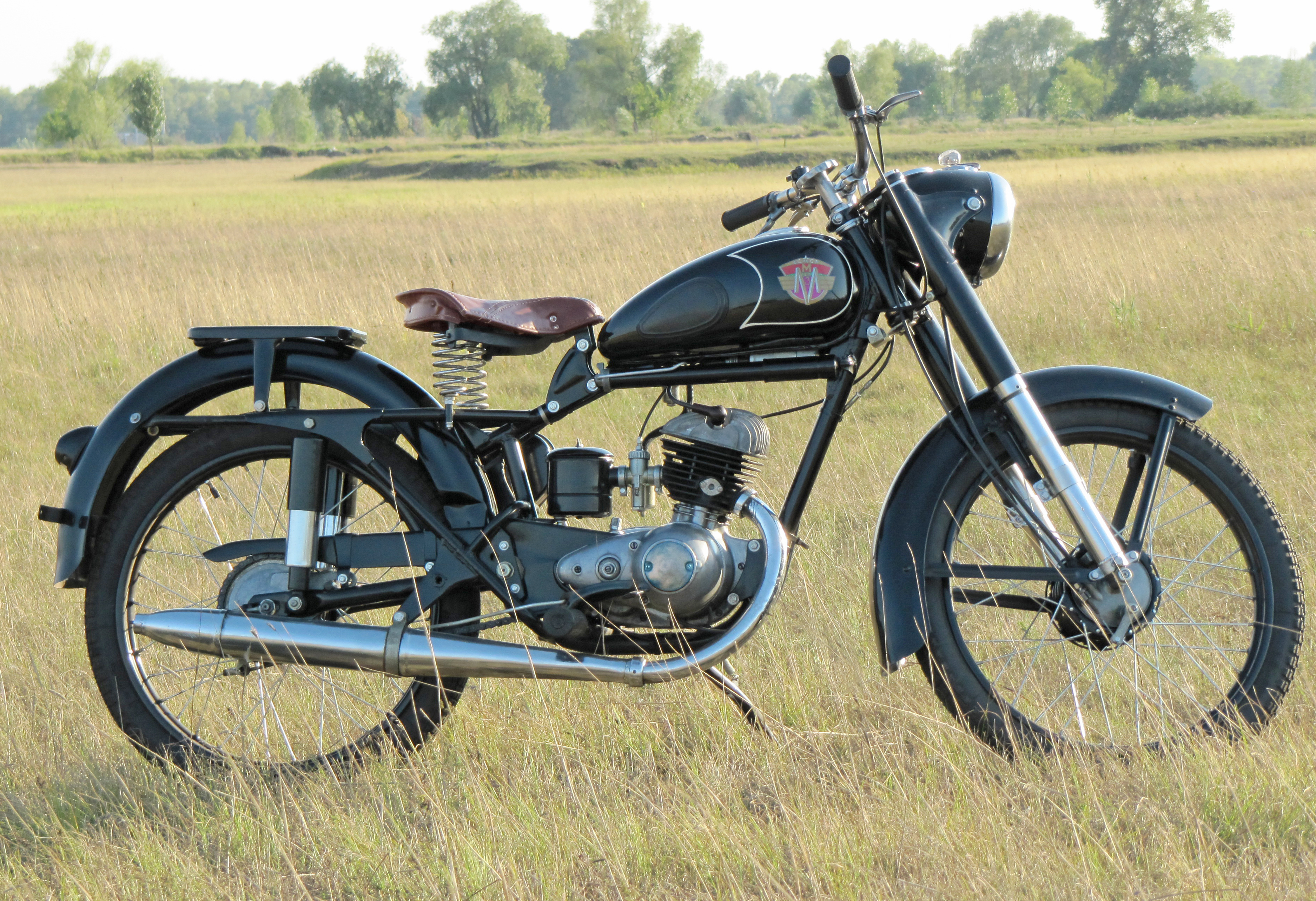

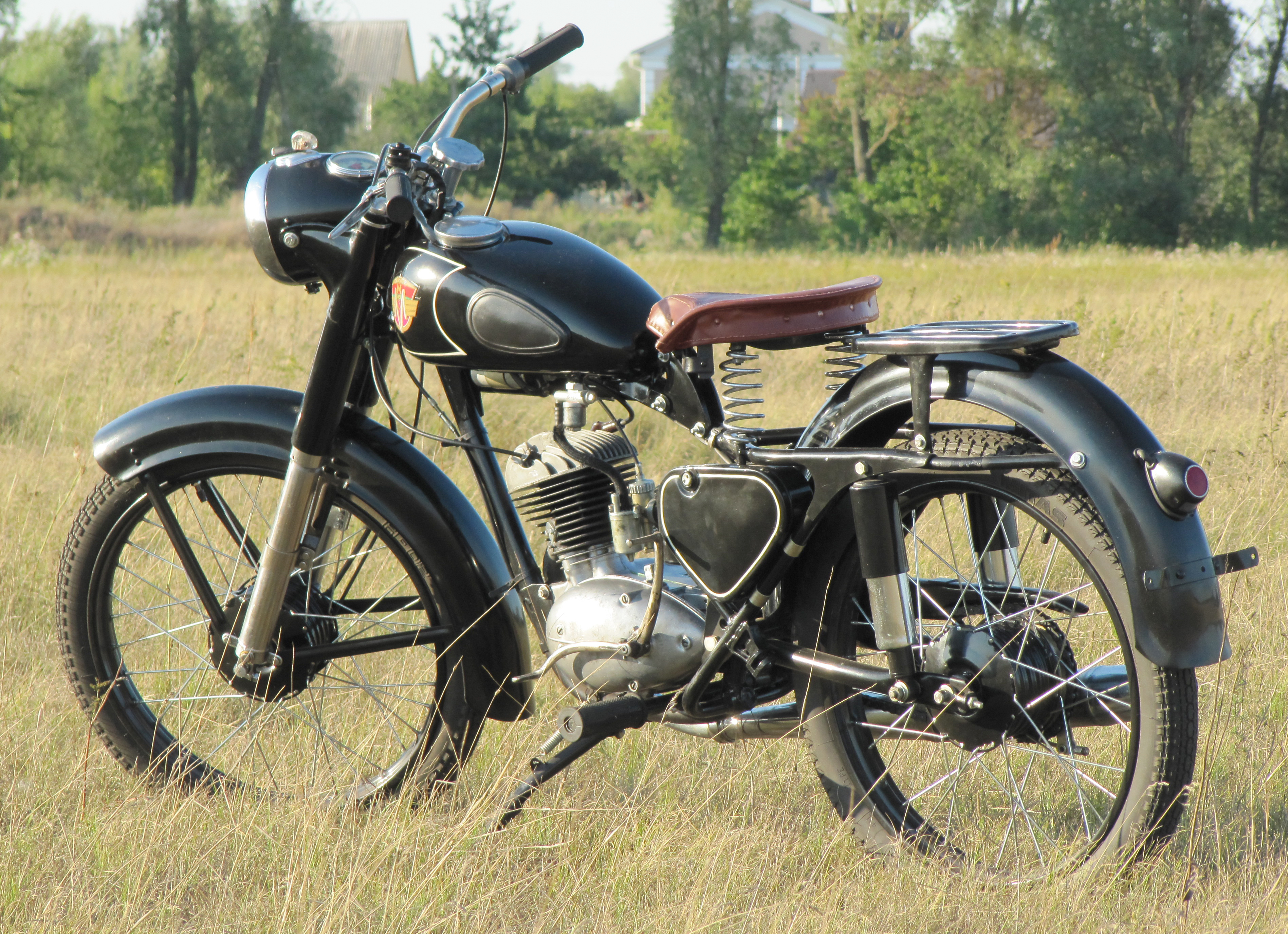

«Минск» М103 — лёгкий дорожный одноместный мотоцикл из семейства мотоциклов «Минск» производства Минского мотоциклетно-велосипедного завода (Белорусская ССР, г. Минск, современное название — ОАО «Мотовело»). Выпускался с 1962 по 1964 год. Предшественник — модель М1М, преемник — «Минск» М104.

## Устройство
Мотоцикл «Минск» М103 является дальнейшим развитием мотоциклов М1А и М1М (копии мотоцикла DKW RT 125) Минского мотоциклетно-велосипедного завода.

### Двигатель
Одноцилиндровый двигатель с воздушным охлаждением с двухканальной возвратной продувкой. Двигатель имеет чугунный цилиндр с головкой из алюминиевого сплава, генератор переменного тока, карбюратор с поплавком и игольчатым клапаном. Модель М-103 стала оснащаться вместо сеточного воздушного фильтра контактно-масляным, значительно улучшающим очистку воздуха (в сравнении с сеточным на модели М1М). Для двигателя требуется топливо из смеси масла и бензина в соотношение 1: 25.

### Трансмиссия
Коробка передач трёхступенчатая. Механизм переключения передач — ножной. Сцепление многодисковое, в масляной ванне. Привод на заднее колесо — открытой цепью.

### Ходовая часть
Рама трубчатая, закрытого типа. Передняя вилка телескопического типа с гидравлическими амортизаторами, задняя подвеска маятникового типа с гидравлическими амортизаторами.

## Техническая характеристика
| Длина, мм                         | 1 940                                                         |
| Ширина, мм                        | 570                                                           |
| Высота, мм                        | 990                                                           |
| База, мм                          | 1 230—1 255                                                   |
| Дорожный просвет, мм              | 185                                                           |
| Максимальная нагрузка, кг         | 150                                                           |
| Сухой вес, кг                     | 85                                                            |
| Макс. скорость, км/ч              | 75                                                            |
| Средний расход топлива, л/100 км  | 3-3,5                                                         |
| Диаметр цилиндра, мм              | 52                                                            |
| Ход поршня, мм                    | 58                                                            |
| Рабочий объём двигателя, см3      | 123                                                           |
| Степень сжатия                    | 7,6                                                           |
| Мощность двигателя, л. с.         | 5                                                             |
| Обороты при макс. мощности об/мин | 5 000                                                         |
| Карбюратор                        | К-55Д                                                         |
| Воздухофильтр                     | контактно-масляный                                            |
| Топливо                           | бензин А-66                                                   |
| Ёмкость бензобака, л              | 9                                                             |
| Моторная передача                 | Цепь ПВ-9, 525-1 000                                          |
| Передаточное число                | 2,75                                                          |
| Сцепление                         | многодисковое, в масляной ванне фрикционные накладки - пробка |
| Число ведущих дисков              | 3                                                             |
| Коробка передач                   | 3-ступенчатая                                                 |
| Передаточные числа                | I - 3,24, II - 1,6, III - 1                                   |
| Главная передача                  | открытая цепь ПР-12,7-1800-2                                  |
| Передаточное число                | 2,67                                                          |
| Колеса (ступицы)                  | штампованные                                                  |
| Шины                              | 65-484 (2.50-19")                                             |
| Седло                             | пружинное                                                     |
| Генератор                         | Г-401                                                         |
| Катушка зажигания                 | КМ-01 или Б-50                                                |
| Опережение зажигания (мм до ВМТ)  | 4                                                             |
| Лампа фары                        | 32×21                                                         |
| Стоп-сигнал                       | отсутствует                                                   |
| Указатель поворотов               | отсутствует                                                   |
| Спидометр                         | СП-115                                                        |
| Сигнал                            | С-34                                                          |
| Переключатель света               | П-25                                                          |